# Bella Gesser
Bella Gesser, z domu Igła, ros. Белла Игла (ur. 2 czerwca 1985) – izraelska szachistka pochodzenia rosyjskiego, arcymistrzyni od 2004 roku.

## Kariera szachowa
W latach 1997 i 1998 dwukrotnie startowała w finałach  mistrzostw Rosji juniorek do 12 i 16 lat. Była również reprezentantką tego kraju na mistrzostwach Europy juniorek do 14 lat (1999) oraz mistrzostwach świata juniorek do 16 lat (2000). Od 2001 r. na arenie międzynarodowej reprezentuje barwy Izraela. W 2001 i 2002 r. wystąpiła na mistrzostwach Europy i świata do 16 oraz 18 lat. W 2004 r. zdobyła w Ramat Awiw tytuł indywidualnej mistrzyni Izraela.
W latach 2004–2008 trzykrotnie uczestniczyła w szachowych olimpiadach, była również trzykrotną reprezentantką kraju na drużynowych mistrzostwach Europy.
Najwyższy ranking w dotychczasowej karierze osiągnęła 1 lipca 2005 r., z wynikiem 2299 punktów zajmowała wówczas 3. miejsce (za Maszą Klinową i Angelą Borsuk) wśród izraelskich szachistek.